# Tolstrup Kirke (Horsens Kommune)
 For alternative betydninger, se Tolstrup Kirke (Brønderslev Kommune).
Tolstrup Kirke er en kirke i Tolstrup Sogn, Horsens Kommune, Århus Stift. Kirken er bygget omkring år 1200.

## Eksterne kilder og henvisninger
- Tolstrup Kirke hos KortTilKirken.dk
- Tolstrup Kirke hos danmarkskirker.natmus.dk (Danmarks Kirker, Nationalmuseet)

- Wikimedia Commons har flere filer relateret til Tolstrup Kirke (Horsens Kommune)